# 9 смертей ниндзя
«9 смертей ниндзя» (англ. Nine Deaths of the Ninja) — американский кинофильм, боевик режиссёра Эмметта Олстона. Слоган фильма «The Ninja Master… is now The Ninja Avenger» («Ниндзя Мастер… теперь Мститель Ниндзя»). Рейтинг MPAA: детям до 17 лет обязательное присутствие взрослых.

## Сюжет
Где-то в Азии группа террористов похищает прибывшего с визитом конгрессмена США, а также группу туристов с целью освобождения из тюрем особо опасных заключённых из наркомафии.
Назревает конфликт международного масштаба, который поручается разрешить группе профессиональных солдат — экспертов в области борьбы с террористами.
Руководителем группы назначается ниндзя Спайк Шиноби, а также его верный помощник Стив Гордон и привлекательная связная Дженнифер Барс. Они разрабатывают хитроумный план по освобождению заложников.

## В ролях
| Актёр            | Роль            |
| ---------------- | --------------- |
| Се Косуги        | Спайк Шиноби    |
| Брент Хафф       | Стив Гордон     |
| Эмилия Кроу      | Дженнифер Барнс |
| Блэкки Дэммет    | Элби            |
| Регина Ричардсон | Хони Хамп       |
| Виджай Амритрадж | Ренкин          |
| Кейн Косуги      | Кейн            |
| Шейн Косуги      | Шейн            |